# 곰인코더
곰인코더(GOM Encoder)는 대한민국의 소프트웨어 개발 회사 곰앤컴퍼니의 인코더이다. 이 소프트웨어의 이름은 그래택 온라인 무비 인코더(Gretech Online Movie Encoder)에서 나온 것이다. 크게 유료판과 무료판으로 나뉘어 있다.

## 같이 보기
- 팟인코더